# Athysanella acuticauda
Athysanella acuticauda är en insektsart som beskrevs av Baker 1898. Athysanella acuticauda ingår i släktet Athysanella och familjen dvärgstritar. Inga underarter finns listade i Catalogue of Life.